# Aussichtsturm Kuckholzklippe

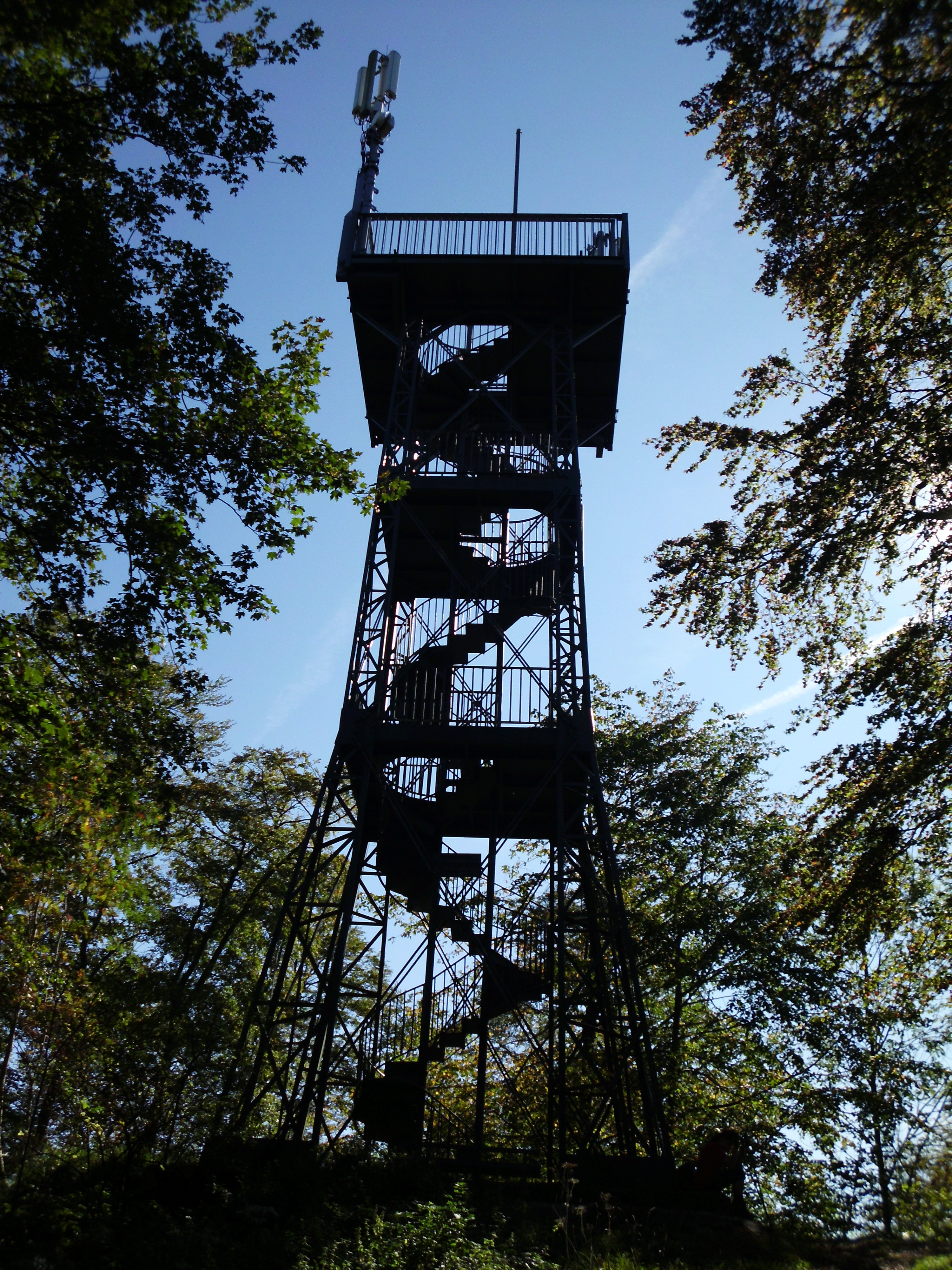
Der Aussichtsturm

Der Aussichtsturm Kuckholzklippe steht auf einem südlichen Bergsporn der Hochebene des Mittelgebirges Harz nahe der Ortschaft Lerbach im gemeindefreien Gebiet Harz des Landkreises Göttingen in Niedersachsen.

## Geographische Lage
Der Aussichtsturm befindet sich im Oberharz im Naturpark Harz. Er steht rund 500 m nördlich vom Nordrand des Dorfs Lerbach, einem vom Lerbach durchflossenen Ortsteil von Osterode am Harz, am oberen Ende der felsigen Kuckholzklippe auf etwa 565 m ü. NHN. Vom Turmstandort leitet die Landschaft in Richtung Nordosten zum Schieferberg (577,5 m) über. Westlich des Turms stand das ehemalige Weghaus Heiligenstock, etwa 360 m nordnordwestlich verläuft zwischen Lerbach und Clausthal die Bundesstraße 241.

## Geschichte und Beschreibung
Die Kuckholzklippe verdankt ihren Namen vermutlich einem Wasserloch am Fuß der Felsklippe. Es diente früher den Bergkühen als Tränke und wurde daher Kuhkolk genannt. Aus Kuhkolk, auch der Name eines unterhalb der Klippe gelegenen Seitentals des Lerbachtals, entstand „wohl nur durch eine ungenaue Überlieferung“ der heutige Begriff Kuckholz.
Der Aussichtsturm wurde im Auftrag der Harzklub-Zweigvereine aus Buntenbock, Clausthal, Lerbach und Osterode vom Königlichen Hüttenamt Lerbach für 2.625 Reichsmark aus Stahlfachwerk erbaut und am 1. August 1897 eingeweiht. Er ist etwa 15 m hoch. 1992 erfolgte eine Sanierung durch den Harzklub für etwa 80.000 Deutsche Mark. 1994 wurde der Turm zum Baudenkmal erklärt. Seine obere Aussichtsplattform, die über 75 Stufen zu erreichen ist und auf etwa 580 m Höhe liegt, bietet 90 Personen Platz.

## Aussichtsmöglichkeit und Wandern

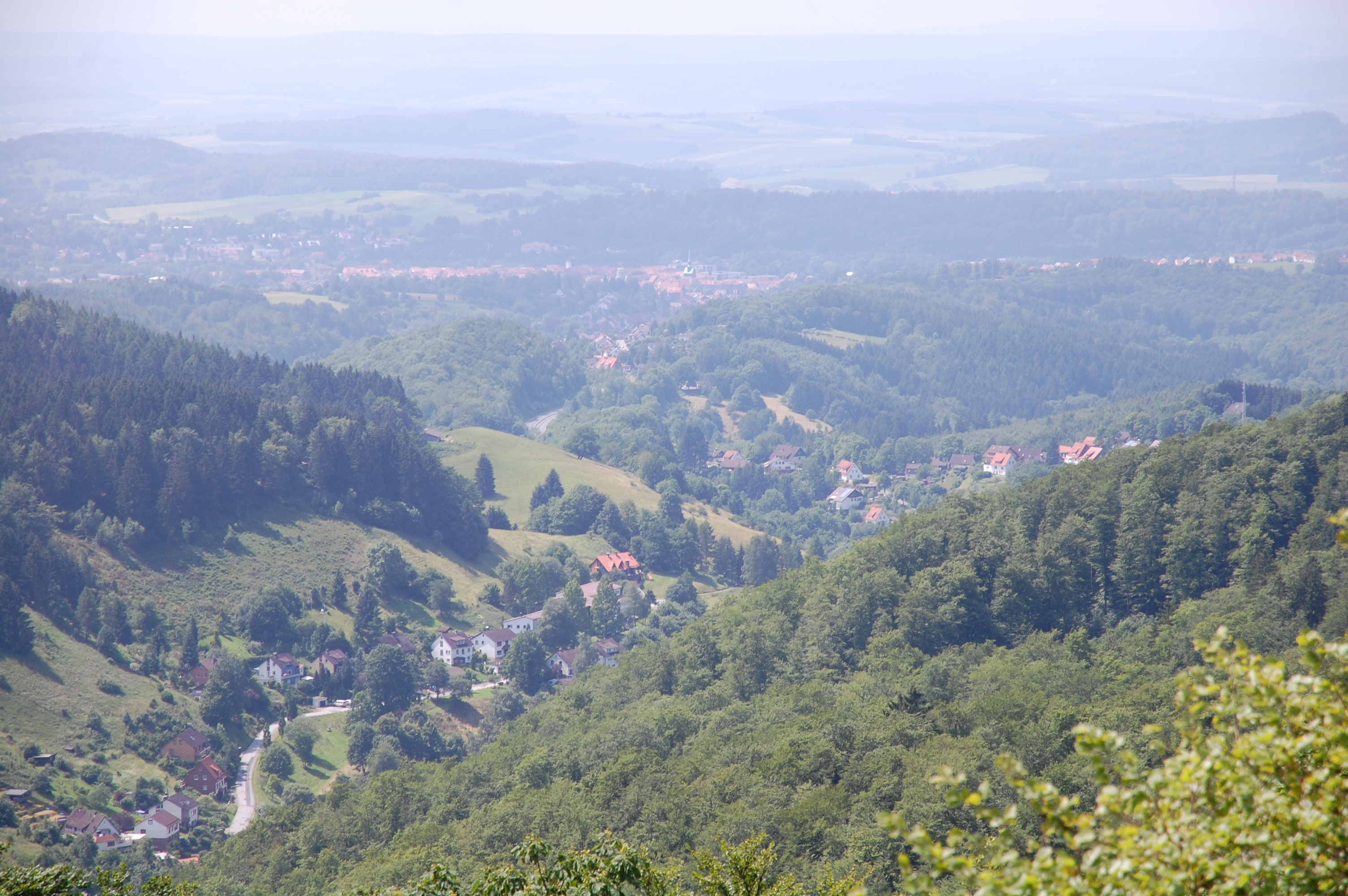
Blick in Richtung Lerbach

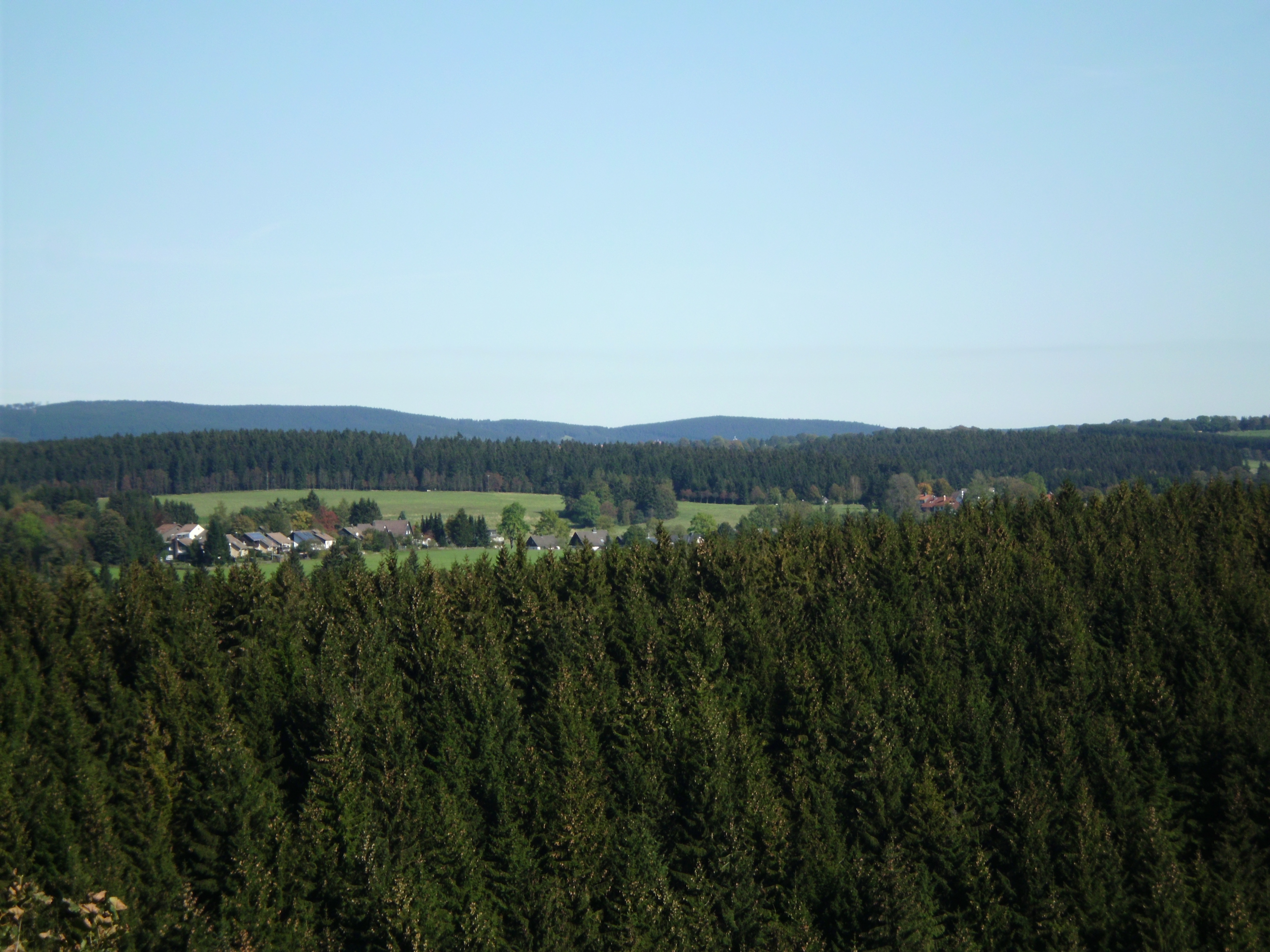
Blick in Richtung Buntenbock

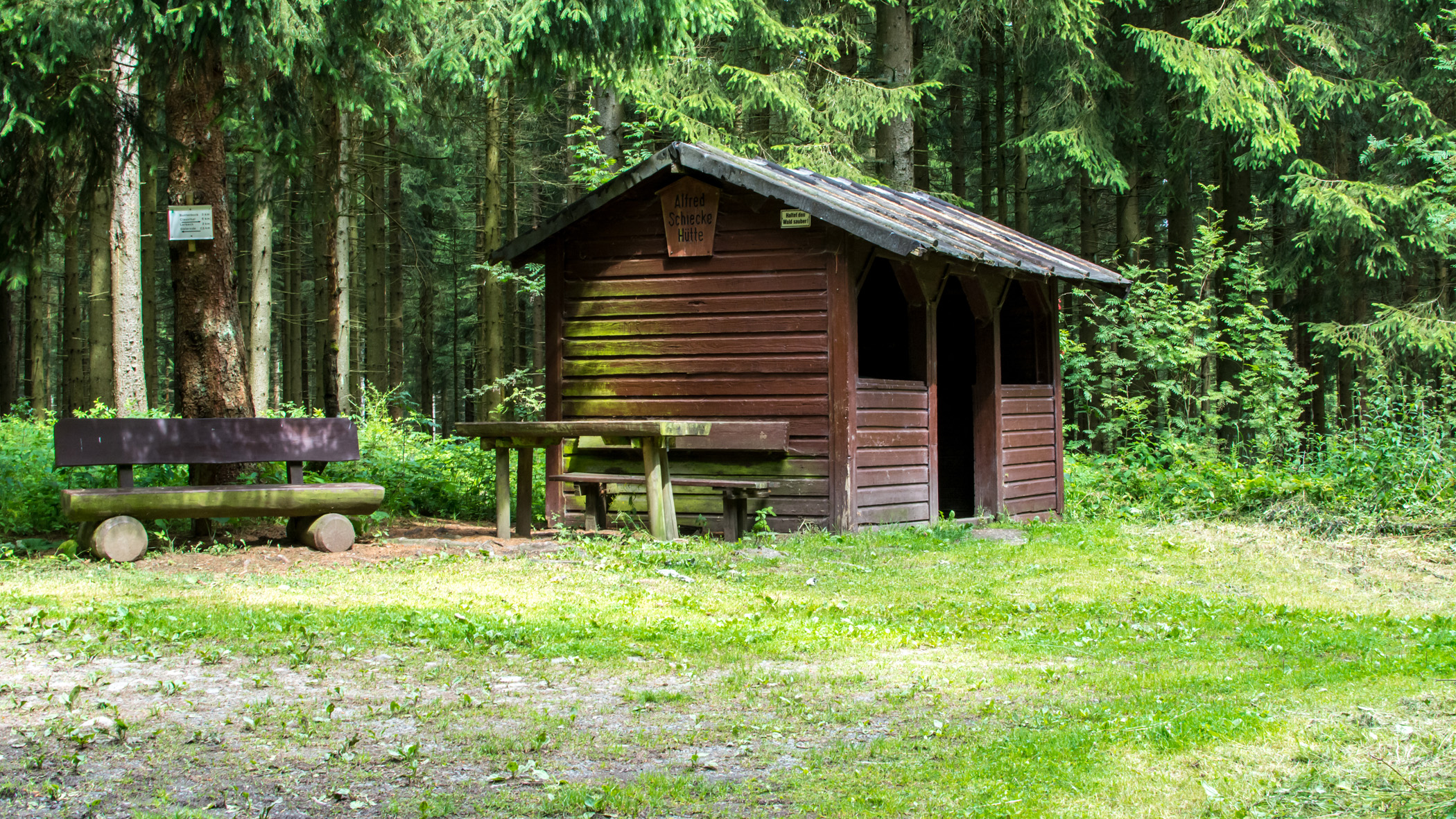
Alfred-Schiecke-Hütte

Von der oberen Aussichtsplattform des Turms fällt der Blick in die Harzlandschaft, unter anderem zum Brocken, zum nahen Bergkamm Auf dem Acker, hinüber nach Buntenbock, hinab nach Lerbach und Osterode am Harz sowie in das Harzvorland.
Die felsige Kuckholzklippe ist als Nr. 139 in das System der Stempelstellen der Harzer Wandernadel einbezogen; der Stempelkasten hängt in der Schutzhütte Alfred-Schiecke-Hütte (auch Schutzhütte Kuckholzklippe genannt; ⊙), die 1964 vom Harzklub-Zweigverein Clausthal-Zellerfeld etwa 100 m nordnordwestlich des Aussichtsturms neben einer auf 569,1 m Höhe gelegenen Wegkreuzung erbaut wurde. Vorbei führen die Wanderwege Harzer Baudensteig und Harzer Försterstieg. Zum Turm gelangt man ausschließlich auf Wald- und Wanderwegen, beispielsweise beginnend an kleinen Parkbuchten an der nahen B 241. Außerdem kann er von Lerbach auf der Wegachse Sommerbergweg–Moosholzweg und vom nahe Buntenbock liegenden Parkplatz am Innerste-Stauteich Prinzenteich, kommend aufgesucht werden.
Etwa 500 m Wegmeter südsüdöstlich des Aussichtsturms steht unterhalb der Kuckholzklippe an der Kreisstraße 26 (B 241–Lerbach–B 241) der hölzerne Aussichtspavillon Claras Höhe (ca. 440 m), von dem der Blick auf Lerbach fällt.